# Brouwerij Pollijn
Brouwerij Pollijn is een voormalige brouwerij en erfgoed gelegen in de Daalstraat te Aspelare en was actief van voor 1888 tot 1954.

## Geschiedenis
Ernest Van Den Haute startte een brouwerij nadat hij als onderwijzer stopte. In 1888 werd de brouwerij verkocht aan Leonard Pollijn uit Wieze, die getrouwd was met Lucie Joostens, een brouwersdochter uit Baardegem, omdat zijn gezin migreerde naar Amerika. Zijn zoon, Jozef, en dochter namen de brouwerij over na zijn dood. Bij het overlijden van Jozef Pollijn werd het brouwen gestaakt. Pas nadat de zus de woning verliet werd het geheel verkocht. 

## Bieren[1]
- Speciale Belge